# Przełom epigenetyczny
Przełom epigenetyczny – rodzaj przełomu rzecznego, który powstaje, gdy rzeka rozwija się na powierzchni zbudowanej ze skał osadowych pokrywających ukrytą pod nimi starą rzeźbę. Rzeka wcina się w mało odporne osady (skały osadowe), następnie trafia na materiały dużo odporniejsze na erozję. W związku z tym duża część energii rzeki jest wykorzystywana na erozję wgłębną, aby nadążyć za pogłębianiem doliny w obszarach przyległych. Dzięki temu tworzy się dolina przełomowa.